# Yên Trị, Yên Thủy
Yên Trị là một xã thuộc huyện Yên Thủy, tỉnh Hòa Bình, Việt Nam.
Xã Yên Trị có diện tích 17,56 km², dân số năm 1999 là 6225 người, mật độ dân số đạt 354 người/km².
Yên Trị là một xã vùng thấp của huyện Yên Thủy, tỉnh Hòa Bình, Đây là xã thuộc Vườn quốc gia Cúc Phương, vườn quốc gia đầu tiên ở Việt Nam.
Địa giới hành chính:
- Phía đông giáp xã Ngọc Lương, huyện Yên Thủy
- Phía nam giáp xã Ngọc Lương, huyện Yên Thủy và xã Cúc Phương, huyện Nho Quan, Ninh Bình
- Phía tây giáp xã Phú Lai, huyện Yên Thủy
- Phía bắc giáp xã Đoàn Kết, huyện Yên Thủy

Yên Trị cùng với Ngọc Lương là hai xã đồng bằng nhất của huyện Yên Thủy và cũng là xã có mức độ phát triển kinh tế- xã hội đồng đều nhất của Yên Thủy. Danh lam thắng cảnh, di tích lịch sử: Chùa Hang, Đình Thượng.